# Marija Lvovová-Bělovová
Marija Alexejevna Lvová-Bělová (rusky Мари́я Алексе́евна Льво́ва-Бело́ва, * 25. října 1984) je ruská politička, v současnosti prezidentská komisařka pro práva dětí v Ruské federaci.

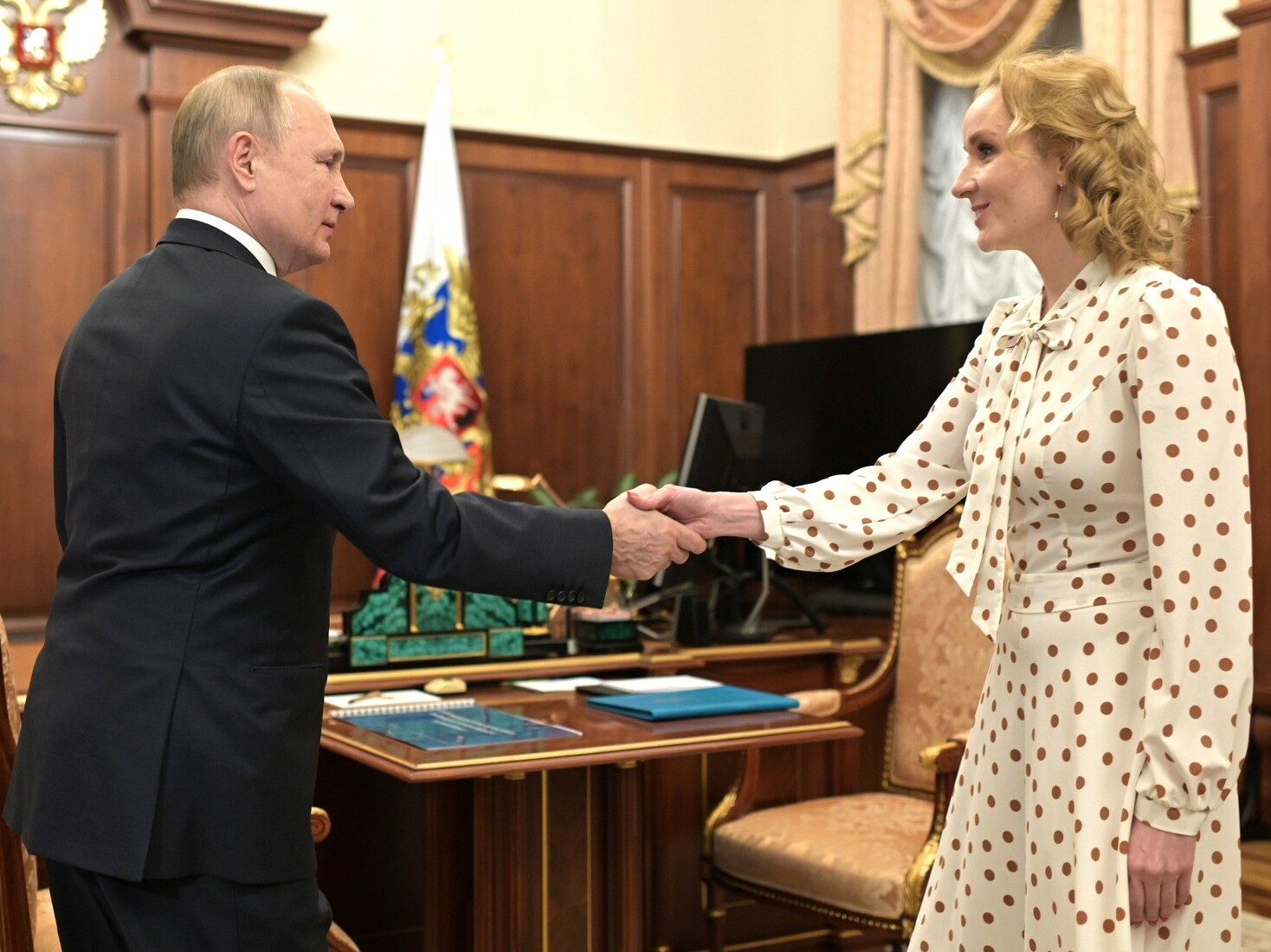
Lvovová-Bělovová coby prezidentská zmocněnkyně v březnu 2022

Dne 17. března 2023 na ni Mezinárodní trestní soud vydal zatykač za nezákonné deportace dětí z Ukrajiny do Ruska během ruské invaze na Ukrajinu v roce 2022.

## Kariéra
Lvová-Bělová se narodila a vyrostla v Penze a v roce 2002 vystudovala Vysokou školu kultury a umění A. A. Archangelského, obor dirigent estrádního orchestru, následně studovala Samarskou státní akademii kultury a umění a dále management na Penzské státní technologické univerzitě.
V letech 2000 až 2005 působila jako učitelka hry na kytaru na dětských hudebních školách v Penze. Spoluzaložila a vedla regionální pobočku organizace na podporu sociální adaptace „Blagověst“. V letech 2011 až 2014 a 2017 až 2019 byla členkou Občanské komory Penzské oblasti, přičemž se její druhé funkční období překrývalo s funkčním obdobím v Občanské komoře Ruské federace. V roce 2019 byla zvolena spolupředsedkyní regionální centrály Všeruské lidové fronty.
V roce 2019 vstoupila Lvová-Bělová do strany Jednotné Rusko (stranický průkaz jí předal 23. listopadu premiér Dmitrij Medveděv). Dne 24. listopadu byla zvolena do prezidia Generální rady Jednotného Ruska a stala se spolupředsedkyní pracovní skupiny na podporu občanské společnosti. V září 2020 ji znovuzvolený gubernátor Penzské oblasti Ivan Bělozercev jmenoval do Rady federace za tuto oblast. Po předčasných volbách v roce 2021 ji znovu jmenoval Oleg Melničenko.
Dne 27. října 2021 jmenoval ruský prezident Vladimir Putin senátorku Marii Lvovou-Belovou federální komisařkou pro práva dětí, měsíc poté, co se předchozí komisařka Anna Kuzněcovová stala poslankyní.
Lvová-Bělová byla obviněna ukrajinskými a britskými úředníky z dohledu nad násilnou deportací a adopcí dětí z Ukrajiny během ruské invaze na Ukrajinu v roce 2022. Po invazi byla v červenci 2022 postižena sankcemi EU a v lednu 2023 Japonska.
Mezinárodní trestní soud v Haagu vydal na Lvovou-Bělovou dne 17. března 2023 zatykač, který tvrdí, že je odpovědná za nezákonnou deportaci dětí z Ukrajiny do Ruska během invaze; podobný zatykač byl vydán na Putina.

## Osobní život
Lvová-Bělová byla od roku 2003 do roku 2024 provdána za Pavla Kogelmana, kněze ruské pravoslavné církve a dříve programátora. Mají pět biologických a osmnáct adoptovaných dětí. Vlastní děti se jí narodily v letech 2005, 2007, 2010, 2014 a 2018. V únoru 2023 adoptovala 15letého chlapce z Mariupolu, což vyvolalo kontroverze kvůli souběžným únosům.
V roce 2024 údajně navázala milostný vztah s pravoslavným mediálním magnátem Konstantinem Malofejevem. Oba se údajně vzali na obřadu v elitní vesnici Deauville v Moskevské oblasti v září 2024.